# كاربي
كاربي (بالإيطالية: Carpi)‏ مدينة إيطالية يقطنها 67.837 ساكن في مقاطعة مودينا بإقليم إميليا رومانيا شمالي البلاد، تبعد 20 كيلومتراً شمال مدينة مودينا على الطريق السريع 413 في اتجاه مانتوفا.
تمثل المدينة الواقعة في قلب وادي بو مزيجاً فريداً من تاريخ والفنون والمشاريع الاقتصادية.
مركز نشط للأنشطة الصناعية والحرفية والتبادل الثقافي والتجاري.

## السكان
في سنة 1861 بلغ عدد السكان 16٬698 نسمة، وتطور العدد ليصل في سنة 2011 لـ 67٬268 نسمة.
يظهر هذا المخطط البياني تطور النمو السكاني لـ كاربي

## التاريخ
ترحب بالزائر القادم إلى كاربي بلدة قديمة قيمة وشامخة ومصممة بشكل جيد.
اسم «كاربي» مستمد من شجرة النّير (carpinus betulus) المنتشرة في العصور الوسطى بمنطقة وادي بو.
كانت ثاني أكبر وأهم مركز في مقاطعة مودينا قرية قروسطية تعود أصولها إلى ما قبل التاريخ (حضارة فيلانوفا)، أعيد تأسيسها كقلعة (castrum Carpi) في عصور وسطى مبكرة على ما يبدو. وكان تأسيس ملك اللومبارديين أستولف لكنيسة القديسة مريم داخل القلعة في عام 752 وهو الخطوة الأولى في مسوطنة المدينة الحالية.
حكمها آل بيو بين عامي 1319 و1525، ثم تبعت سلطان آل إستي في القرن السادس عشر كجزء من دوقية مودينا. في عام 1779 تم بناء في دار المطرانية.
تلقت المدينة الميدالية الشجاعة العسكرية الفضية لمشاركتها في المقاومة ضد الاحتلال الألماني أثناء الحرب العالمية الثانية.
طرأت تغيرات جذرية على كاربي فيما بعد الحرب العالمية الثانية، وذلك بفضل تطور صناعة الصوف.

## أهم المعالم
- كاربي تتميز بوجود ساحة كبيرة تعود لعصر النهضة وهي الأكبر في الإقليم. ويحفها الأروقة المعمدة باثنين وخمسين عامودا.
- قصر البلدية (Palazzo dei Pio) الذي كان سابقا قلعة لأسرة بيو. وهو يتضمن اجزاء من عصور مختلفة من أبراج وحصون وواجهات.

## توأمة
لكاربي اتفاقيات توأمة مع:
- فيرنيغيروده

## من أشهر الأعلام
- الطبيب برناردينو راماتسيني: ولد في كاربي في 4 أكتوبر 1633.

## أعلام
- جيوفاني بيني
- برناردينو راماتسيني
- سيرو مينوتي
- ماينو نيري
- سالفاتوري لانا